# (14872) Hoher List
(14872) Hoher List est un astéroïde de la ceinture principale.

## Description
(14872) Hoher List est un astéroïde de la ceinture principale. Il fut découvert le 23 octobre 1990 à Hoher List par Eric Walter Elst. Il présente une orbite caractérisée par un demi-grand axe de 2,42 UA, une excentricité de 0,21 et une inclinaison de 2,0° par rapport à l'écliptique.

## Compléments